# Liste der Fahnenträger der beninischen Mannschaften bei Olympischen Spielen
Die Liste der Fahnenträger der beninischen Mannschaften bei Olympischen Spielen listet chronologisch alle Fahnenträger beninischen Mannschaften bei den Eröffnungs- (EF) und Abschlussfeiern (AF) Olympischer Spiele auf.

## Liste der Fahnenträger
| Mannschaft             | Veranstaltung | Fahnenträger (EF) | Fahnenträger (AF)   |
| ---------------------- | ------------- | ----------------- | ------------------- |
| 1972 in München        | Sommerspiele  |                   |                     |
| 1980 in Moskau         | Sommerspiele  |                   |                     |
| 1984 in Los Angeles    | Sommerspiele  | Firmin Abissi     |                     |
| 1988 in Seoul          | Sommerspiele  | Félicite Bada     |                     |
| 1992 in Barcelona      | Sommerspiele  | Sonya Agbéssi     |                     |
| 1996 in Atlanta        | Sommerspiele  | Laure Kuetey      |                     |
| 2000 in Sydney         | Sommerspiele  | Laure Kuetey      |                     |
| 2004 in Athen          | Sommerspiele  | Fabienne Feraez   | (O) Marina Fakourou |
| 2008 in Peking         | Sommerspiele  | Fabienne Feraez   | Fabienne Feraez     |
| 2012 in London         | Sommerspiele  | Jacob Gnahoui     | Jacob Gnahoui       |
| 2016 in Rio de Janeiro | Sommerspiele  | Yémi Apithy       | Yémi Apithy         |
| 2020 in Tokio          | Sommerspiele  | Nafissath Radji   | Volunteer           |
| 2020 in Tokio          | Sommerspiele  | Privel Hinkati    | Volunteer           |
| 2024 in Paris          | Sommerspiele  | Noélie Yarigo     | Noélie Yarigo       |
| 2024 in Paris          | Sommerspiele  | Valentin Houinato | Alexis Kpadé        |

Anmerkung: (EF) = Eröffnungsfeier, (AF) = Abschlussfeier, (O) = Offizieller

## Statistik
| Rang    | Sportart       | EF | AF | ∑  |
| ------- | -------------- | -- | -- | -- |
| 1       | Leichtathletik | 7  | 2  | 9  |
| 2       | Judo           | 2  | 1  | 3  |
| 3       | Fechten        | 1  | 1  | 2  |
| 3       | Schwimmen      | 1  | 1  | 2  |
| 5       | Boxen          | 1  | 0  | 1  |
| 5       | Rudern         | 1  | 0  | 1  |
| 5       | Offizieller    | 0  | 1  | 1  |
| 5       | Volunteer      | 0  | 1  | 1  |
| Gesamt: | Gesamt:        | 13 | 7  | 20 |

| Rang                   | Sportart | EF | AF | ∑ |
| ---------------------- | -------- | -- | -- | - |
| bisher keine Teilnahme |          |    |    |   |
| Gesamt:                | Gesamt:  | 0  | 0  | 0 |

| Rang    | Sportart       | EF | AF | ∑  |
| ------- | -------------- | -- | -- | -- |
| 1       | Leichtathletik | 7  | 2  | 9  |
| 2       | Judo           | 2  | 1  | 3  |
| 3       | Fechten        | 1  | 1  | 2  |
| 3       | Schwimmen      | 1  | 1  | 2  |
| 5       | Boxen          | 1  | 0  | 1  |
| 5       | Rudern         | 1  | 0  | 1  |
| 5       | Offizieller    | 0  | 1  | 1  |
| 5       | Volunteer      | 0  | 1  | 1  |
| Gesamt: | Gesamt:        | 13 | 7  | 20 |